# Oldřich Zakopal
Oldřich Zakopal (* 20. prosince 1950) je bývalý český fotbalista, obránce. Jeho synem je ligový fotbalista Jan Zakopal.

## Fotbalová kariéra
V československé lize hrál za TJ Gottwaldov a Slavii Praha. Gól nedal.

### Prvoligová bilance
| Ročník                                   | Zápasy | Góly | Minuty | Klub          |
| ---------------------------------------- | ------ | ---- | ------ | ------------- |
| 1. československá fotbalová liga 1969/70 | 27     | 0    | 2 385  | TJ Gottwaldov |
| 1. československá fotbalová liga 1970/71 | 28     | 0    | 2 520  | TJ Gottwaldov |
| 1. československá fotbalová liga 1972/73 | 8      | 0    | 720    | Slavia Praha  |
| 1. československá fotbalová liga 1973/74 | 5      | 0    | 287    | Slavia Praha  |
| CELKEM                                   | 68     | 0    | 5 912  |               |